# Engleske grofovije
Engleske grofovije označavaju pokrajine u Engleskoj, jednoj od četiri države Ujedinjenog kraljevstva. Pretvaranje dijelova Engleske u pokrajine počelo je već u devetom stoljeću.

## Popis grofovija
Ovo su sve grofovije u Engleskoj:
1. Northumberland
2. Tyne & Wear
3. Cumbria
4. Durham
5. Lancashire
6. Sjeverni Yorkshire
7. Zapadni Yorkshire
8. Istočni Yorkshire
9. Merseyside
10. Širi Manchester
11. Cheshire
12. Derbs
13. Notts
14. Lincolnshire
15. Staffs
16. Shropshire
17. Leicestershire
18. Rutland
19. Zapadni Midlands
20. Norfolk
21. Suffolk
22. Northamptonshire
23. Bedfordshire
24. Worcestershire
25. Warwickshire
26. Herefordshire
27. Gloucestershire
28. Oxfordshire
29. Buckinghamshire
30. Essex
31. Širi London
32. Berkshire
33. Wiltshire
34. Bristol
35. Somerset
36. Devon
37. Cornwall
38. Dorset
39. Hampshire
40. Surrey
41. Zapadni Sussex
42. Istočni Sussex
43. Otok Wight
44. Kent

## Povijest
Engleske grofovije su nastale u srednjem vijeku, između osmog i desetog stoljeća. Ubrzo su se neke i podijelile na više dijelova da ne budu prevelike, kao što je Sussex: danas postoji Zapadni Sussex i Istočni Sussex. Tijekom povijesti je, doduše, bilo mnogo promjena i reformi u vezi njih.
Zanimljiva je činjenica da, iako su to grofovije (eng. counties), njima ne vlada grof (eng. count, earl), nego vojvoda (eng. duke). Tako je danas poznato mnogo vojvoda, kao što je Edward Fitzalan-Howard, sadašnji vojvoda od Norfolka.
Ponekad se takve titule daju i pripadnicima kraljevske obitelji. Današnji primjer toga je princ Harry, koji obnaša titulu vojvode od Sussexa.